# Sara Bergmark Elfgren
Sara Bergmark Elfgren, née le 13 mars 1980 à Stockholm, est une écrivaine suédoise de fantasy.

## Biographie
Le premier roman de Sara Bergmark Elfgren, Le Cercle des jeunes élues, écrit en collaboration avec Mats Strandberg (en), a été publié en 2011 par Rabén & Sjögren. Il a été nommé pour le prix August dans la catégorie littérature jeunesse.
Sara Bergmark Elfgren a travaillé comme scénariste pour la télévision et le cinéma.

## Œuvres

### TrilogieThe Circle
Cette trilogie a été écrite à quatre mains avec Mats Strandberg (en).
1. Le Cercle des jeunes élues, Jean-Claude Lattès, 2013 ((sv) Cirkeln, 2011), trad. Sabrina Ericson  (ISBN 978-2709643924)Réédition sous le titre Les Élues, Pocket, coll. « Pocket Science-fiction », 2016 (ISBN 978-2266244923)
2. Feu, Fleuve, 2016 ((sv) Eld, 2012), trad. Frédéric Fourreau  (ISBN 978-2265114609)
3. (sv) Nyckeln, 2013

### Bande dessinée
- Vei (scénario), avec Karl Johnsson (dessin), Ankama, 2021. Prix Urhunden 2020 du meilleur album suédois pour le second volume[3].